# Maison Blanche
Maison Blanche – stacja siódmej linii oraz budowana stacja czternastej linii paryskiego metra położona w 13. dzielnicy. Stację otwarto 7 marca 1930 roku na linii różowej; otwarcie na linii fioletowej planowane jest na 2024 rok. W 2021 roku ze stacji skorzystało 1 203 631 pasażerów, co dało jej dwieście sześćdziesiąte drugie (na trzysta pięć) miejsce w całym systemie względem popularności.

## Stacja

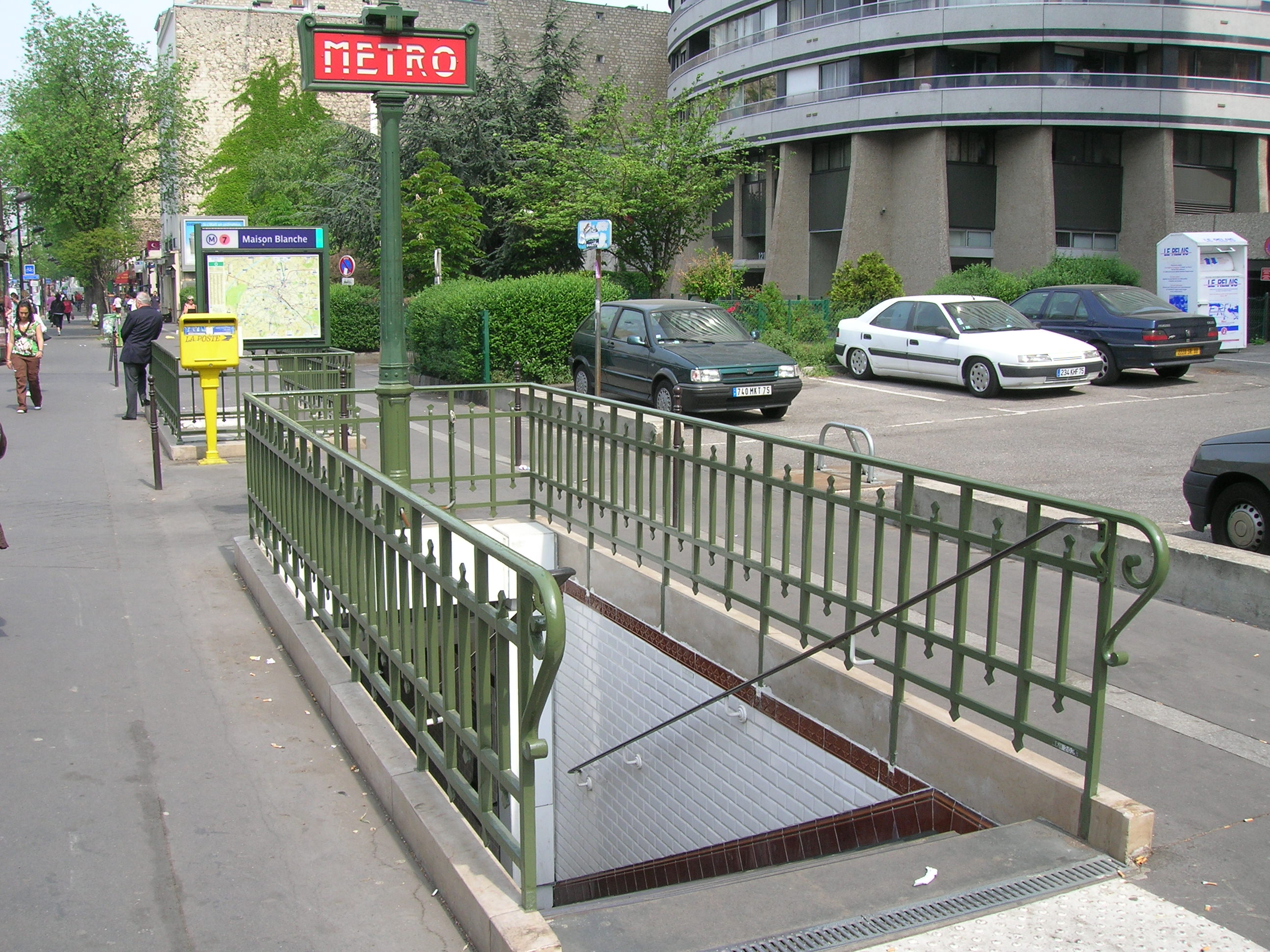
Jedno z wejść na stację

Stacja została otwarta w 1930 roku na linii 10. Posiada jednonawową halę peronową z dwoma peronami bocznymi. Odcinek ten został włączony do linii 7 w 1931 roku.
Jest to ostatnia stacja przed rozgałęzieniem linii – dalej na południe składy jadą na przemian w kierunku Ivry-sur-Seine (następna stacja: Porte d’Italie) lub Villejuif (następna stacja: Le Kremlin-Bicêtre).
Przez długi czas przewidywano wydłużenie do tej stacji linii linii 14 (od stacji Olympiades), umożliwiając przesiadkę na linię 7. Ten plan jest wpisany w studium linii niebieskiej Grand Paris Express jako stacja opcjonalna.
Nazwa stacji pochodzi od dzielnicy, na terenie której się znajduje. Maison Blanche (z fr. Biały Dom) to nazwa karczmy położonej niegdyś w tej okolicy.
Maison Blanche należy do dwóch stacji paryskiego metra (obok Place des Fêtes), które w czasie budowy przygotowano do pełnienia funkcji schronu przeciw atakom chemicznym. Tunele wyposażono wówczas we wrota nie przepuszczające gazu, które miały pozwalać ludności skryć się na stacji w razie ataku. Co najmniej dwoje spośród tych wrót nadal istnieje w tunelu.

## Przesiadki
Stacja umożliwia przesiadki na autobusy dzienne RATP i nocne Noctilien.

## Otoczenie
W pobliżu stacji znajdują się:
- dzielnica azjatycka
- dzielnica Maison Blanche

## Wydarzenia
6 października 1995 roku na stacji miał miejsce zamach terrorystyczny zorganizowany przez Zbrojną Grupę Islamską, w którym rannych zostało 18 osób. Wybór stacji na miejsce zamachu miał prawdopodobnie związek z okolicznościami aresztowania Khaleda Kelkal, jednego z głównych odpowiedzialnych za zamach terrorystyczny na dworcu Saint-Michel. 29 września 1995 roku ukrywający się terrorysta został zabity przez funkcjonariuszy żandarmerii w miejscu zwanym Maison Blanche, w pobliżu Vaugneray, w departamencie Rodan.